# Sangaris seabrai
Sangaris seabrai är en skalbaggsart som beskrevs av Dmytro Zajciw 1962. Sangaris seabrai ingår i släktet Sangaris och familjen långhorningar. Inga underarter finns listade i Catalogue of Life.